# Lipomodelace
Lipomodelace je chirurgická metoda, pomocí které lze přenést tukovou tkáň z místa jeho nadbytku do oblastí kde je tuková tkáň potřebná pro svoje regenerační účinky, zvětšení velikosti, anebo zlepšení tvaru dané oblasti.
Metoda bývá rovněž často označována i jako lipofilling; fat grafting; lipotransfer; transplantace případně autotransplantace tuku lipoinjekcemi; anebo jen jako operace vlastním tukem (např. zvětšení prsou vlastním tukem]).

## Historie
Přenesený tuk byl poprvé použit k rekonstrukci prsu již v roce 1895 německým chirurgem Czernym. Ale až zásluhou amerického plastického chirurga Sydney Colemana, který svoji techniku přenosu tuku v rejuvenaci obličeje představil v roce 1990, se metoda začala více používat. Francouzský plastický chirurg Emmanuel Delay začal metodu lipomodelace široce používat právě v chirurgii prsu.
Metoda byla přijata odbornou veřejností a v současné době je používána v plastické chirurgii z důvodů jak rekonstrukčních, tak i estetických.

## Princip lipomodelace
Lipomodelace se v principu skládá ze 3 na sebe navazujících kroků:
1. odběr tukové tkáně;
2. zpracování tukové tkáně;
3. aplikace tukové tkáně.

## Lipomodelace prsu
Zvětšení prsou vlastním tukem je plastická operace, pomocí které se přenáší vlastní tuk z břicha, stehen, boků a jiných míst jeho přebytku pro doplnění objemu a zvětšení velikosti prsou.

### Průběh operace

#### Odběr tukové tkáně
Tuková tkáň se odebírá z lokalit, kde je v nadbytku. Odběr se provádí nejčastěji z břicha, boků a vnitřních a zevních stehen. Odběrová místa se infiltrují tumescenčním roztokem. Odběr se provádí ručně pomocí injekčních stříkaček, na které se nasazuje speciální odběrová kanyla. Vytváří se jen mírný podtlak, aby se zabránilo poškození tukových buněk (adipocytů). Někteří chirurgové používají z důvodu urychlení operace i automatizovaný odběr, tak jak tomu je u klasické liposukce.

#### Zpracování tukové tkáně
Odebraná tuková tkáň obsahuje kromě fragmentů tukové tkáně tumescenční roztok, krevní buňky, tukové kapénky tuku z poškozených tukových buněk a jejich zbytky. K získání kvalitního buněčného preparátu s co nejvyšším obsahem fragmentů tukové tkáně a co nejmenším obsahem ostatních příměsí se používá nejčastěji sedimentace, centrifugace, anebo promývání a filtrace přes membránu, případně i jiná automatická nebo poloautomatická zařízení. Sedimentace je časově náročná a zpracovaný tuk obsahuje značné množství zbytkových vodnatých složek. Naopak zatím neexistují přesvědčivé vědecké důkazy o tom, že by byla centrifugace lepší než filtrace a promývání a filtrace přes membránu. Důležité ale je metodu provádět v uzavřeném systému za sterilních podmínek.

#### Aplikace tuku
Zpracovaná tuková tkáň se aplikuje pomocí injekčních stříkaček a speciálních aplikačních kanyl, které se zavádějí skrze vpichy jehlou. Tyto vpichy po zhojení zanechávají sotva patrné jizvy.
Z každého vpichu jsou aplikační kanyly vedeny všemi směry tak, že vzniká trojrozměrná paprsčitá síť mikrotunelů, do kterých se při zpětném pohybu kanyly aplikuje malé množství zpracované tukové tkáně. Postupuje se z hlubších vrstev k povrchově uloženým. Přenesený tuk je pak obalen vrstvou dobře prokrvené okolní tkáně, která je nezbytná k přihojení tuku. Chirurg musí umět odhadnout kapacitu příjmových tkání pro přihojení přeneseného tuku. Pokud není možné aplikovat požadované množství tuku najednou, tak je třeba postupovat etapovitě.

### Pooperační péče
Bolesti bývají dobře tolerovány, bolestivější bývají místa po odběru tuku než v místech, do kterých se tuk aplikoval. Charakter bolestí se neliší od bolestí po klasické liposukci. V pooperačním období je doporučováno elastické spodní prádlo tak, jako při klasické tumescentní liposukci. Modřiny bývají patrny 2–3 týdny.

### Kontraindikace
Metoda není vhodná pro hubené pacienty, kteří nemají dostatek tukové tkáně v místě odběru. Kontraindikací je nestabilní tělesná váha před operací. Ztráta hmotnosti po operaci znamená i ztrátu objemu přeneseného tuku. O operaci je možné uvažovat s odstupem po ustálení hmotnosti.